# Batman: The Brave and the Bold (videojuego)
Batman: The Brave and the Bold (conocido como Batman: el valiente en algunas versiones hispanas) es un videojuego de aventuras basado en el personaje de DC Comics Batman y en la serie televisiva Batman: The Brave and the Bold. El juego fue desarrollado por WayForward Technologies y distribuido por Warner Bros. Interactive el 7 de septiembre de 2010 para las plataformas de Wii y Nintendo DS.

## Modo de juego
Batman: The Brave and the Bold es un videojuego de desplazamiento lateral en 2.5D que se basa en la serie televisiva homónima, cada nivel del juego es representado cómo un episodio de la serie donde el jugador podrá jugar con héroes cómo Plastic Man, Robin, Aquaman y el protagonista Batman. Estos héroes tendrán que detener a varios supervillanos. En la versión de Wii se podrá jugar el modo cooperativo, donde cada jugador podrá elegir a su héroe.
En la versión de Nintendo Ds sólo puede jugar un jugador, el cual controlara a Batman, en ciertos niveles el jugador podrá controlar a otros héroes, además puede conectarse a la Wii mediante el uso de un dispositivo llamado Bat-Mite.

## Recepción
IGN calificó a la versión de Wii con un 6/10 diciendo que era repetitivo, y a la versión de Nintendo DS con un 7.5 diciendo «fue lo suficientemente satisfactoria». 1up.com calificó a la versión de Wii con una B positiva diciendo que «fue muy simple, pero era un buen videojuego para divertirse en familia», GameSpot calificó a la versión de Wii con un 7.0 diciendo que era un verdadero desafío completarlo.